# Бжезьниця (гміна, Вадовицький повіт)
Гміна Бжезьниця (пол. Gmina Brzeźnica) — сільська гміна у південній Польщі. Належить до Вадовицького повіту Малопольського воєводства.
Станом на 31 грудня 2011 у гміні проживало 9976 осіб.

## Площа
Згідно з даними за 2007 рік площа гміни становила 70.08 км², у тому числі:
- орні землі: 75.00%
- ліси: 13.00%

Таким чином, площа гміни становить 10.85% площі повіту.

## Населення
Станом на 31 грудня 2011:
| Опис     | Загалом | Загалом | Чоловіки | Чоловіки | Жінки | Жінки |
| -------- | ------- | ------- | -------- | -------- | ----- | ----- |
| одиниця  | осіб    | %       | осіб     | %        | осіб  | %     |
| все      | 9976    | 100     | 4865     | 48.77    | 5111  | 51.23 |
| міське   | 0       | 100     | 0        |          | 0     |       |
| сільське | 9976    | 100     | 4865     | 48.77    | 5111  | 51.23 |

## Сусідні гміни
Гміна Бжезьниця межує з такими гмінами: Вадовіце, Кальварія-Зебжидовська, Скавіна, Спитковіце, Томіце, Черніхув.